# Хеузешть
Хеузешть, Хеузешті (рум. Hăuzești) — село у повіті Тіміш в Румунії. Входить до складу комуни Фирдя.
Село розташоване на відстані 340 км на північний захід від Бухареста, 72 км на схід від Тімішоари.

## Населення
За даними перепису населення 2002 року у селі проживали 150 осіб, усі — румуни. Усі жителі села рідною мовою назвали румунську.